# Phosphorothioic chloride difluoride
Phosphorothioic chloride difluoride là một hợp chất hóa học có công thức {\displaystyle {\ce {SPClF2}}}. Nó thường được tìm thấy dưới dạng khí sôi ở 6,3 °C và nóng chảy ở -155,2 °C. Khối lượng riêng của khí ở điều kiện tiêu chuẩn là 5,579 g/L. Áp suất tới hạn là 41,4 bar và nhiệt độ tới hạn là 439,2K.